# Средне-континентальная нефтеносная провинция (США)
Средне-континентальная нефтеносная провинция — территория, содержащая нефтяные месторождения в Арканзасе, Канзасе, Луизиане, Нью-Мексико, Оклахоме и Техасе . Район, состоящий из различных геологических пластов и различных типов моноклиналей, был открыт в первой половине 20 века. Большая часть нефти, добываемой на месторождениях провинции, относится к смешанному базовому или промежуточному типу (смесь типов нефти на основе парафина и на основе битума).

## История
Первой коммерчески успешной скважиной срединно-континентальном бассейна была Норманская скважина № 1, недалеко от Неодеши, штат Канзас (дала первую нефть 28 ноября 1892 г.). Скважины Нелли Джонстон № 1 в Бартлсвилле, Оклахома (1897 г.), Спиндлтопа в Бомонте, штат Техас (1901 г.) и Иды Гленн № 1 в Гленн-Пул, штат Оклахома (1905 г.), продемонстрировали существование крупного нефтяного месторождения в центральной и юго-западной части США, которое получило название «Средне-континентальная нефтеносная провинция».
Исторически в этом районе добывалось больше нефти, чем в любом другом районе Соединенных Штатов, и до открытия нефти на Ближнем Востоке он был крупнейшим месторождением нефти в мире. По оценкам Техасской железнодорожной комиссии, только запасы Техаса составляли 190 млрд баррелей.
Нефтяные компании, помимо продолжающихся геологоразведочных работ, используют различные методы увеличения добычи, включая глубокие скважины, нагнетательные скважины и т. д. Природный газ, который вначале выбрасывался в атмосферу или сжигался, теперь составляет значительную часть доходов нефтяных компаний.

## Месторождения
- Эльдорадо, 1915, Канзас, первое нефтяное месторождение, обнаруженное с помощью научных геологических карт. На момент открытия составлял 10 % известных мировых запасов нефти и давал 12,8 % (29 миллионов баррелей) нефти страны в 1918 году, что некоторые считают нефтяным месторождением, выигравшим Первую мировую войну.
- Корсикана, 1896 год, Техас, более 44 млн баррелей; практически истощено.
- Бартлсвилл, 1897, Нелли Джонстон № 1, Оклахома, плюс 1,6 млрд. баррелей (250 000 м3) ; добыча снижается.
- Бербанк (Осейдж), 1897, Оклахома, более 1 млрд. баррелей (160 000 м3) ; добыча продолжается
- Spindletop, 1901, Техас, более 150 млн баррелей; истощено.
- Гленн Пул, 1905, Ида Гленн № 1, Оклахома,325 млн баррелей; истощено.
- Кушинг, 1912 год, Оклахома.
- Хилдтон, 1913, Франклин № 1, Оклахома.
- Большой Семинол, 1926, Оклахома, более 200 млн баррелей.
- МакКейми, 1928, Бейкер № 1, Техас.
- Оклахома. Мэри Sud No. 1, "Wild Mary Sudík, " фонтан 25 марта 1930 года — расход фонтана около 3 тыс. баррелей в час в течение 11 дней.
- Восточный Техас, 1930, Брэдфорд № 3, Техас.
- Caddo Pine Island, Луизиана, Auffenhauser No. 1, 1906 г.
- Смаковер, Арканзас, № 1, 1922.
- Эльдорадо, Арканзас, 1919.
- Родесса, Луизиана, 1929 г.
- Гомер, Луизиана, 1919 г.
- Хейнсвилл, Луизиана, 1921 г.
- Бул Байу, Луизиана, 1913 г.
- Газовое месторождение Монро, округ Уашита, Луизиана, 1916 г.

### Комментарии
1. ↑  Применение метода гидроразрыва пласта положило начало буму нефтедобычи в Северной Дакоте. За 10 лет с 2004 по 2014 гг. суточная добыча сланцевой нефти в этом штате выросла с 85 тыс. до 1,1 млн. баррелей[2]. Это явление получило название «сланцевой революции»

### Сноски
1. ↑  1892 discovery well at Neodesha reveals giant Mid-Continent field. American Oil and Gas Historical Society. Архивировано 3 марта 2021. Дата обращения: 28 января 2020.
2. ↑  Ергин, 2021, Глава 2. Новая карта мира..